# Шурышкарское
Шурышкарское — упразднённое муниципальное образование со статусом сельского поселения в Шурышкарском районе Ямало-Ненецкого автономного округа Российской Федерации.
Административный центр — село Шурышкары.

## История
Статус и границы сельского поселения установлены Законом Ямало-Ненецкого автономного округа от 18 октября 2004 года N 42-ЗАО О наделении статусом, определении административного центра и установлении границ муниципальных образований Шурышкарского района.
Упразднено в 2022 году в связи с преобразованием муниципального района в муниципальный округ.

## Население
| 2010 | 2011 | 2012 | 2013 | 2014 | 2015 | 2016 |
| ---- | ---- | ---- | ---- | ---- | ---- | ---- |
| 863  | ↘860 | ↗913 | ↘842 | ↘802 | ↗807 | ↗813 |
| 2017 | 2018 | 2019 | 2021 |      |      |      |
| ↘808 | ↗824 | ↘813 | ↗914 |      |      |      |

## Населённые пункты
В состав сельского поселения входят 2 населённых пункта:
| №     | Населённый пункт | Тип населённого пункта       | Население |
| ----- | ---------------- | ---------------------------- | --------- |
| 1e-06 | Лохпотгорт       | деревня                      | ↘4        |
| 1     | Унсельгорт       | деревня                      | ↘30       |
| 2     | Шурышкары        | село, административный центр | ↗880      |

В конце 2021 года была упразднена деревня Лохпотгорт.